# Tyler Blanton
Tyler Blanton (* 8. Mai 1981 in Ventura) ist ein US-amerikanischer Jazzmusiker (Vibraphon, Komposition).

## Leben und Wirken
Blanton, der in Kalifornien aufwuchs, erlernte zunächst Gitarre und Schlagzeug. Eine frühe Auseinandersetzung mit dem Jazz kam über seinen Großvater Joe Cavaglieri, der als Tenorsaxophonist in der Szene von Los Angeles arbeitete. Blanton wandte sich in der Musikschule rasch den Malletinstrumenten zu. Nach einer Ausbildung am California Institute of the Arts schloss Blanton 2006 sein Musikstudium an der Sonoma State University ab.
Blanton begann seit 2001 als Jazzmusiker in der San Francisco Bay Area zu arbeiten. Erste Aufnahmen entstanden 2007 mit der Band des Gitarristen Randy Vincent (Nisha’s Dream). Seit demselben Jahr lebte er in New York, wo er in den folgenden Jahren mit eigenen Formationen auftrat, in denen Musiker wie Luis Perdomo, Nate Radley, George DeLancey, Eric McPherson und Billy Drummond spielten. Mit seinen Bands spielte er in Jazzcliubs wie der 55 Bar, The Living Room, Blue Note und Smalls. Sein Debütalbum Botanic nahm er 2010 mit Joel Frahm, Aidan Carroll, Dan Loomis, Richie Barshay und Jared Schonig auf. 2018 folgte die Produktion Gotham (mit Donny McCaslin, Matt Clohesy, Nate Wood), die lobende Erwähnung in All About Jazz erfuhr. Im Bereich des Jazz war er zwischen 2007 und 2013 an vier Aufnahmesessions beteiligt. 2024 legte er das Album References & Irreverences vor.